# Mohamed Ould Abdel Aziz
Pour les articles homonymes, voir Abdel Aziz.
Ne doit pas être confondu avec Mohamed Abdelaziz.
 (février 2023).
L'article doit être relu — et modifié si nécessaire — par des contributeurs indépendants pour apporter un regard critique aux contributions effectuées en violation des conditions d'utilisation de Wikipédia, tant sur la forme (notamment concernant le style encyclopédique, la proportionnalité) que sur le fond (la neutralité de point de vue, la qualité et l'indépendance des sources).
Mohamed Ould Abdel Aziz Ould Eleya (parfois Muhammad Ould Abd al-Aziz ou Ould Abdelaziz, en arabe : محمد ولد عبد العزيز ولد اعلية), né le 20 décembre 1956 à Akjoujt, est un général mauritanien, chef de l'État du 6 août 2008 au 15 avril 2009, puis président de la République du 5 août 2009 au 1er août 2019.
Il est l'un des meneurs du coup d'État d'août 2005 qui dépose le président Maaouiya Ould Sid'Ahmed Taya, puis conduit le coup d'État d'août 2008 qui renverse le président Sidi Mohamed Ould Cheikh Abdallahi et le Premier ministre Yahya Ould Ahmed El Waghef, à l'issue d'une crise politique. Il est désigné par la junte président du Haut Conseil d'État, l’organe de la transition, avant d’être élu président de la Mauritanie en 2009, et réélu en 2014. À l'issue de ses mandats, limités à deux par la constitution, il pèse de tout son poids pour faire élire comme successeur son dauphin désigné. Il fait par la suite l'objet d'une enquête parlementaire sur sa gestion, et il est poursuivi en justice sur des soupçons d'enrichissement personnel et condamné à 5 ans de prison en première instance puis 15 ans en appel.

## Biographie

### Famille et vie privée
Mohamed Ould Abdel Aziz naît le 20 décembre 1956 à Fort Repoux, une ancienne ville minière du centre-ouest de la Mauritanie. Il est issu de la tribu des Ouled Bou Sbaa, une tribu originaire du Maroc et présente en Mauritanie et au Sahara occidental. Son père Abdel Aziz, qui était commerçant, a longtemps vécu au Sénégal. Il est aussi le cousin de l’ancien président Ely Ould Mohamed Vall, décédé le 5 mai 2017. Longtemps proches, les deux hommes se sont brouillés politiquement en 2008 : Ely Ould Mohamed Vall avait condamné le renversement de Sidi Ould Cheikh Abdallahi par Mohamed Ould Abdel Aziz.
Mohamed Ould Abdel Aziz est marié à Tekber Mint Malaïnine Ould Ahmed. Discret sur sa vie personnelle, il est probablement père de sept enfants parmi lesquels deux fils régulièrement cités par la presse locale. Le premier, Ahmed Ould Mohamed Ould Abdelaziz est décédé en 2015 dans un accident de voiture après avoir été impliqué dans le rapport Sherpa et dans l’«affaire Sheikh Rada Al-Saidy», un célèbre scandale immobilier basé sur un schéma de Ponzi. Le deuxième, Badr Ould Abdelaziz, a quant à lui succédé à son frère en tant que président de la fondation Rahmaa et est plusieurs fois cité dans la presse dans le cadre d’affaires de tirs par arme à feu, et d’intimidation de journalistes.

### Carrière militaire et politique

#### 1977-2005
Après des études secondaires, il rejoint l’armée nationale où il occupe plusieurs postes de commandement. 
Entre 1977 et 1982, il suit deux formations militaires au Maroc, à l’Académie royale militaire de Meknès, et en Algérie. En 1984, au lendemain du putsch contre Mohamed Khouna Ould Haidalla, il devient aide de camp du colonel Maaouiya Ould Sid'Ahmed Taya, le nouveau président de la République mauritanienne. Il intègre ensuite le Bataillon de la sécurité présidentielle (BASEP) créé sous le régime de Ould Taya.
Promu en janvier 1994 au grade de commandant, il occupe le poste de commandant-adjoint de la 6e région militaire jusqu’en 1998, où il obtient le grade de lieutenant-colonel et devient le commandant du BASEP. Il accède en 2004 au grade de colonel. 
Le 8 juin 2003, le BASEP, commandé par Mohamed Ould Abdel Aziz, déjoue le putsch des Cavaliers du changement, et reprend le contrôle de Nouakchott après de violents combats, qui font officiellement une quinzaine de morts.

#### 2005-2008
Mohamed Ould Abdel Aziz, qui en est probablement le cerveau, mène aux côtés de son cousin le colonel Ely Ould Mohamed Vall un coup d'État le 3 août 2005 qui aboutit au renversement du président Maaouiya Ould Sid'Ahmed Taya au pouvoir depuis 1984,,. Ely Ould Mohamed Vall, qui était le directeur général de la Sûreté nationale, prend la tête du Conseil militaire pour la justice et la démocratie (CMJD) et promet l’organisation d’élections démocratiques dans un délai de deux ans. Ould Taya était en Arabie saoudite, aux obsèques du roi Fahd, lors de sa déposition, qui s’est déroulée sans violence.
Alors que Vall est semi-retraité de l'armée après l'élection de 2007, Aziz, qui est le cousin Oulad Bousbaa de Madame Khattou Mint El Boukhary, l'épouse du président Sidi Mohamed Ould Cheikh Abdallahi, continue à diriger le BASEP et est élevé au grade de général par le président nouvellement élu Sidi Ould Cheikh Abdallahi en janvier 2008. Il devient ainsi le deuxième général de l’histoire de l’armée mauritanienne depuis l’indépendance du pays en 1960. Il est nommé chef d'état-major particulier du président.
La rumeur d'Aziz disait qu'il avait une influence considérable sur Abdallahi, une influence qu'Abdallahi recherchait et subissait à la fois.
Le général est au cœur des conspirations parlementaires qui bloquent le gouvernement Abdallahi et institutions mauritaniennes en 2008, aboutissant au coup d'État du 6 août.

#### Coup d'État de 2008
Le matin du 6 août 2008, Mohamed Ould Abdel Aziz est limogé, avec trois hauts officiers de l’armée dont le général Mohamed Ould Ghazouani, par le président Sidi Ould Cheikh Abdallahi, qui les accusait de mettre la pression sur les parlementaires frondant contre lui. Mohamed Ould Abdel Aziz s’empare du pouvoir, annule la décision présidentielle, et prend la direction d’un Haut Conseil d’État. Il promet de rectifier la trajectoire du pays vers la démocratie et un retour rapide à l’ordre constitutionnel. Le président déchu, Sidi Ould Cheikh Abdallahi, est placé en résidence surveillée : il est libéré le 21 décembre 2008.
Le coup d’État de Mohamed Ould Abdel Aziz intervient sur fond de crise politique et sociale et de recrudescence d’attaques terroristes visant notamment des touristes français. La Mauritanie avait connu, en novembre 2007, des émeutes du pain. En mai 2008, l’entrée de personnalités islamistes du parti Tawassoul et de proches de l’ancien président Ould Taya dans le gouvernement d’union nationale de Yahya Ould Ahmed el Waghf avait provoqué des remous et déclenché le lancement d’une motion de censure à l’Assemblée. Pour éviter d’être renversé, le Premier ministre Yahya Ould Ahmed el Waghf avait présenté la démission de son gouvernement juste avant le vote du Parlement. Reconduit dans ses fonctions par le président Sidi Ould Cheikh Abdallahi, Yahya Ould Ahmed el Waghf avait constitué un nouveau gouvernement mi-juillet, sans les islamistes, et sans les figures de l’ancien régime Ould Taya, mais sans parvenir à restaurer la confiance.
Le 12 avril 2009, Mohamed Ould Abdel Aziz annonce sa démission de l'armée et de la présidence du Haut Conseil d'État avant le 21 avril afin de pouvoir se présenter à l'élection présidentielle prévue le 6 juin par ce conseil. Le 15 avril, l'intérim du pouvoir revient constitutionnellement au président du Sénat, Ba Mamadou M'Baré,. Pour sa part, Mohamed Ould Cheikh Mohamed Ahmed lui succède à la tête du Haut Conseil d'État, qui est alors maintenu.
De nombreuses pressions et menaces de la communauté internationale sont alors brandies contre les putschistes pour qu'ils négocient avec le président déchu Ould Cheikh Abdallahi. Le groupe de contact international sur la situation en Mauritanie (GCIM) créé pour coordonner les positions des partenaires internationaux de la Mauritanie sur cette crise, invite les protagonistes mauritaniens à un dialogue politique sous le patronage du dirigeant libyen Mouammar Kadhafi, président en exercice de l’UA. Un dialogue qui échoue vite à l'arrivée de ce dernier à Nouakchott. Le président Abdoulaye Wade propose sa médiation que l’UA appuie pour conduire à l’accord de Dakar du 2 juin 2009 dont les points principaux sont : 
- la signature d'un décret de formation du gouvernement transitoire d’union nationale par le président Ould Cheikh Abdallahi ;
- la formalisation de sa démission volontaire de son mandat de président de la République et de l'exercice de l'intérim par le président du Sénat ;
- la fixation de la date de l’élection présidentielle au 18 juillet 2009[31].

Le 3 juin 2009, le scrutin présidentiel, initialement est reporté au 15 juillet. Le 27 juin 2009, après avoir formé la veille un gouvernement de transition et que la junte ait été placée sous tutelle de celui-ci, Abdallahi présente sa démission, permettant le début de la transition.
Le 18 juillet 2009, Ould Abdel Aziz, désigné candidat de l'Union pour la République, est élu au suffrage universel président de la République avec 52,47 % des voix, dès le 1er tour, pour un mandat de cinq ans. La transition est menée rapidement,.

#### Depuis 2009
Le 13 octobre 2012, alors qu'il regagne en voiture la capitale Nouakchott, Ould Abdel Aziz est blessé par balle. Il subit à l'hôpital militaire de Nouakchott une première opération destinée à extraire la balle de son corps. Il est ensuite évacué en France pour des soins complémentaires. Selon les autorités du pays, il s'agirait d'un tir par erreur de l’armée alors que le président roulait dans une voiture banalisée de nuit près d’un barrage.
Le 21 juin 2014, Mohamed Ould Abdel Aziz est réélu pour un second mandat avec plus de 80 % des voix, à l’issue d’une élection présidentielle boycottée par tous les principaux partis de l'opposition radicale, rassemblés au sein du Forum national pour la démocratie et l’unité (FNDU). Le résultat de cette élection est contesté par l’opposition et notamment par le candidat Biram Dah Abeid, qui affirme que le scrutin a été entaché de fraude massive. Néanmoins, les observateurs de la mission de l’Union africaine dirigée par l’ancien Premier ministre tunisien Béji Caïd Essebsi ont jugé que le scrutin s’était déroulé dans des conditions satisfaisantes.
Alors que la Mauritanie avait connu, depuis 2005 (attaque de Lemgheity) une multiplication des attaques et attentats terroristes, le pays, sous la conduite du président Mohamed Ould Abdel Aziz, a su endiguer la menace représentée par le groupe Al-Qaïda au Maghreb islamique (AQMI). Dès 2010, l’armée mauritanienne mène, seule ou conjointement avec la France (raid de l'Akla) et le Mali, des raids préventifs pour détruire des bases maliennes d’AQMI qui menaçaient ses frontières nationales. Après le déclenchement de l’opération française Serval, destinée à reconquérir le Nord du Mali contrôlé par les djihadistes, la Mauritanie réussit à maintenir sa frontière, longue de 1 000 kilomètres, hermétique aux infiltrations des combattants islamistes. Les succès dans la lutte contre le terrorisme et la restauration de la sécurité constituent un progrès notable accompli par Mohamed Ould Abdel Aziz, « sur lequel s’accordent même les plus farouches détracteurs du chef de l’État ». Le pays n’a plus connu d’attaques terroristes sur son sol depuis février 2011.

### Action internationale et diplomatie
Le président Mohamed Ould Abdel Aziz préside l’Union africaine entre le 30 janvier 2014 et le 30 janvier 2015.
Il participe, comme médiateur, à la conclusion d’un cessez-le-feu entre la rébellion touarègue et l’armée malienne, après les affrontements de Kidal, en mai 2014.
Mohamed Ould Abdel Aziz est à l’origine de la création du G5 Sahel, en 2014. Cette organisation régionale réunit cinq pays de la bande sahélo-saharienne, la Mauritanie, le Burkina Faso, le Mali, le Niger et le Tchad, et son secrétariat général siège à Nouakchott. Elle s’est dotée en 2017 d’une composante militaire, dont les effectifs seront portés, à terme, à 5 000 hommes. La force conjointe du G5 Sahel doit épauler la Minusma et les soldats de l’opération Barkhane pour lutter contre les djihadistes au Sahel.  
Depuis l’élection du président Mohamed Ould Abdel Aziz, la Mauritanie s’est engagée activement dans le renforcement de la sécurité collective en Afrique. Des soldats mauritaniens ont participé aux opérations de maintien de la paix en Côte d’Ivoire (ONUCI) et au Darfour. Elle a déployé un contingent de 120 gendarmes et 750 casques bleus dans le cadre de la MINUSCA en République Centrafricaine.

### Accusations de trafic de drogue: polémique avec le député français Noël Mamère
Plusieurs hommes politiques mauritaniens et étrangers ont accusé le président Mohamed Ould Abdel Aziz d’être au centre d’un réseau de trafic de drogue.
Le 21 janvier 2013, le député français Noël Mamère déclare sur la chaîne franco-allemande Arte que le président mauritanien est impliqué dans des affaires de trafic de drogue. Le parlementaire réitère ses accusations quelques jours plus tard : « Je vous confirme les propos que j’ai tenus concernant le président de la Mauritanie, qui ne font que confirmer ce qui est de notoriété publique » et de préciser le processus en faisant référence aux relations de président mauritanien « avec Hamdi Boucharaya, consul général de Guinée-Bissau, pays aujourd’hui plaque tournante du trafic de la région ». À la suite de ces déclarations, le président mauritanien engage des poursuites contre le député français. Noël Mamère déclare alors « avoir évoqué le président mauritanien, sans doute, abusivement », évoquant plutôt les dysfonctionnements des appareils judiciaires qui laissent le champ libre aux trafiquants. En mars 2014, Noël Mamère se dit prêt à s’excuser auprès du peuple mauritanien et de son président. 
Le 2 mai 2014, il présente au président mauritanien des excuses en bonne et due forme : « je comprends que vous attendiez de moi une démarche personnelle. En conséquence, je vous prie de bien vouloir accepter mes excuses pour avoir tenu des propos publics qui ont pu porter atteinte à votre honneur et qui vous ont blessé. ».
Malgré cela, l’opposant mauritanien, Moustapha Ould Limam Chafi, ancien conseiller du président burkinabè Blaise Compaoré, et proche de l’homme d’affaires mauritanien devenu opposant Mohamed Ould Bouamatou, reprend ces accusations, affirmant détenir des preuves qui n’ont pourtant jamais été rendues publiques.

### Présidentielle de 2019: bilan et transition
En mars 2018, après onze ans passés à diriger la Mauritanie, Ould Abdelaziz confirme au magazine Jeune Afrique qu’il quittera le pouvoir en 2019 conformément aux dispositions de la Constitution qui l’empêchent de briguer un troisième mandat,.
Contrastant avec les succès sécuritaires affichés, Mohamed Ould Abdelaziz laisse en réalité un pays marqué par une dette, avoisinant les 100% et des inégalités aggravés. Le conseil des droits de l’homme de l’ONU pointe entre autres une extrême pauvreté touchant les trois quarts de la population; un taux accablant de mortalité chez les enfants de moins de 5 ans; une insécurité alimentaire chronique et une persistante exclusion politique et sociale ciblant les Haratines (Maures noirs descendants d’esclaves) et les Noirs (Peuls, Soninkés, Wolofs),. Dans le domaine de l’éducation, une étude du Forum économique mondial classe la Mauritanie 129e sur 130 pays. Plus globalement, l’opposition juge le bilan des deux mandats d'Ould Abdelaziz parmi les plus sombres. 
À la veille de son départ, et bien que son régime soit accusé d’avoir géré le pays de manière clanique et clientéliste, Mohamed Ould Abdelaziz déroge aux principes d’une fin de règne en pressant une série de nominations au sein de l’administration.
À partir de 2019, soucieux de faire valoir ses positions quant au choix de son successeur, il est fortement impliqué dans une campagne présidentielle marquée par plusieurs heurts ainsi que par une coupure d’internet et une exclusion de l’ensemble des observateurs internationaux. Fort de l’expérience de ses deux mandats, Ould Abdelaziz pèse de tout son poids pour faire élire son dauphin désigné et son compagnon de toujours, dès le premier tour.
Le 1er août 2019, Mohamed Ould Abdelaziz cède officiellement son poste à Mohamed Ould Ghazouani. Dans un pays marqué par de nombreux coups d'État de 1978 à 2008, cette première « transition démocratique » est célébrée par le régime mais dénoncée par la majorité de l’opposition comme une « mascarade électorale » qui donne naissance quelques semaines plus tard à un gouvernement dans la continuité de celui d'Ould Abdelaziz.

### Après la présidence
Selon plusieurs voix expertes de la politique en Mauritanie, le passage de relai entre Ould Abdelaziz et Ould Ghazouani est à voir comme la première étape d'un tandemocratie (en) à la Poutine et Medvedev »,, stratégie réfléchie pour répondre à la contrainte de la constitution actuelle en créant les conditions d’un retour prochain de l’ancien président au plus haut sommet de l’État. Contrastant avec les multiples critiques attachées à ses deux mandats, Ould Abdelaziz confirmait dès 2018, sa ferme intention de continuer à peser sur l’avenir de la Mauritanie et déclarait « Dès que la constitution me permettra de me représenter, je le ferai. Je ne peux pas me présenter à un troisième mandat mais la constitution ne m'empêche pas de me représenter après ».
Selon Alain Antil, de l'Institut français de relations internationales, Ould Ghazouani est « très structuré et était très apprécié dans l'armée mauritanienne. Ce n'est pas du tout un homme de paille ».
Peu après son accession au pouvoir, Ould Ghazouani restructure les groupes spéciaux d'intervention (GSI) et reprend le contrôle du parti présidentiel, dans lesquels Ould Abdelaziz avait encore de l'influence.
Une commission parlementaire est chargée début 2020 de se pencher sur plusieurs dossiers dont, selon des sources parlementaires, la vente de domaines de l'État situés dans la capitale Nouakchott, la gestion des revenus pétroliers, l'activité de la pêcherie chinoise Pully Hong Dong ou la liquidation d'une société publique chargée de l'approvisionnement alimentaire.
Le 26 juillet 2020, le rapport de la Commission d’enquête parlementaire chargée de passer au crible la gestion de Mohamed Ould Abdelaziz durant ses deux mandats est remis au président de l’Assemblée nationale. Le Parlement a décidé de saisir la justice pénale. Le 29 juillet 2020, l’Assemblée nationale adopte une résolution dont l’article unique stipule : « Les dossiers d’enquête qui n’incluent pas ce qui peut relever de la compétence de la Haute Cour de justice sont transmis au ministre de la Justice afin de prendre les mesures nécessaires pour saisir les juridictions compétentes ». Cette décision fait suite à la publication du rapport de la Commission d’enquête parlementaire (CEP) dont la création avait été votée le 30 janvier pour analyser la gouvernance des dix ans de présidence de Mohamed Ould Abdelaziz (2009-2019).
En août 2020, six ex-ministres de Mohamed Ould Abdel Aziz sont placés sous contrôle judiciaire après avoir été auditionnés par la brigade chargée de la répression des crimes économiques. Des soupçons de corruption pèsent contre ces personnalités, en relation avec l’attribution de juteux contrats passés sous la présidence de Mohamed Ould Abdel Aziz. La Commission d’enquête parlementaire sur la décennie Aziz a débusqué plusieurs contrats en contraventions avec la loi. Son rapport transmis à l’Assemblée nationale est à l’origine de la convocation d’un certain nombre de ministres de Mohamed Ould Abdel Aziz par la brigade chargée de la répression des crimes économiques.
Le 17 août 2020, Mohamed Ould Abdel Aziz se rend dans les locaux de la Sûreté nationale pour répondre à une convocation des services de la police de répression des crimes économiques où il est arrêté. Il est entendu pour répondre à de « fortes présomptions de mauvaise gouvernance et de détournements de biens publics ». Les policiers mènent des investigations sur de présumés cas de corruption et de  détournements de biens publics pointés dans un rapport d’enquête parlementaire sur la gestion de l’ancien président, entre 2008 et 2019. Un rapport validé par l’Assemblée nationale le 28 juillet 2020 est transmis à la justice le 5 août 2020. Mohamed Ould Abdel Aziz brandit son immunité d’ancien président de la République pour justifier son refus de communiquer avec les enquêteurs. Selon ses avocats qui ont rapporté ses propos, l’ex-chef de l’État qualifie d’illégale sa convocation à la Sûreté nationale. L’ancien président a reçu le 20 août 2020 un groupe d’avocats français venu renforcer sa défense. Les avocats soutiennent leur client dans sa stratégie de silence. « Juridiquement, si vous considérez que la convocation est irrégulière, tous les actes subséquents qui en résultent, le placement en garde à vue, les interrogatoires, la rétention sont totalement irréguliers c'est pour ça que nous n'hésitons pas aujourd'hui à parler d'une détention totalement illégale qui s'apparente à une séquestration », témoigne Maitre David Rajjou du barreau de Brest. Les avocats français ont rencontré leur client durant une heure et demie. « Il est détenu depuis bientôt cinq jours dans une petite pièce dans des conditions de températures inacceptables », détaille Maitre David Rajjou qui revient sur les conditions de détention de l’ancien président mauritanienne. Selon le parquet mauritanien, tous les droits de l’ex-chef de l’État sont respectés. Il reçoit ses conseils juridiques et les membres de sa famille. Le 24 août 2020, Mohamed Ould Abdel Aziz qui était retenu par la police depuis une semaine pour répondre à de « fortes présomptions de mauvaise gouvernance et de détournements de biens publics » est libéré sous conditions sans être chargé et rentre chez lui. Cependant, les autorités ne lui rendent pas son passeport, lui interdisant de quitter Nouakchott.
Le président Ould Ghazouani procède par la suite à un remaniement ministériel et écarte quatre ministres dont Ismaïl Ould Bedda Ould Cheikh Sidiya, le chef du gouvernement.
Le 25 septembre 2020, le procureur de la République de Nouakchott-Ouest, Ahmed Abdalla Moustapha, interdit à Mohamed Ould Abdel Aziz de quitter Nouakchott durant toute l'enquête préliminaire de la police de répression des crimes économiques. Le 11 mars 2021, il est inculpé pour enrichissement illicite, recel de produit du crime, entrave à la justice et blanchiment d'argent,. 
Début 2021, après avoir tenté de prendre la tête du parti au pouvoir dont il tombe en disgrâce, il rejoint le parti d'opposition Ribat.
Le 11 mai 2021, Mohamed Ould Abdel Aziz répond, à une nouvelle convocation des juges du pôle anti-corruption. Dans le cadre de cette enquête, les enquêteurs déposent une commission rogatoire en vue de chercher la présence présumée d’or dans sa résidence de Beni Chab qui est démolie dans cette opération. Il est placé en résidence surveillée pour une période de deux mois, renouvelable quatre fois, puis placé en détention provisoire le 22 juin 2021. Le 8 décembre 2021, toujours emprisonné provisoirement et en attente de son procès, Abdel Aziz demande, dans une lettre ouverte, au président Mohamed Ould Ghazouani d'intervenir contre le complot dont il se dit victime,.
Mohamed Ould Abdel Aziz est transporté à l'hôpital militaire de Nouakchott dans la nuit du 28 au 29 décembre 2021. Il est ensuite envoyé au centre cardiologique de Nouakchott. Son état de santé est décrit différemment : pour le gouvernement, il n'y a pas de danger ; pour sa famille, Abdel Aziz a été victime d'un accident vasculaire cérébral (AVC) et souffre d'un grave problème cardiaque,. Il est opéré du cœur à deux reprises et, le 7 janvier 2022, le juge d'instruction chargé des crimes économiques et financiers lève la mesure de détention provisoire d'Ould Abdel Aziz à l'École de police de Nouakchott. Au terme de sa convalescence, Abdel Aziz pourra effectuer sa détention provisoire à son domicile,.
Le 1er juin 2022, le juge d'instruction chargé des crimes économiques et financiers ordonne le renvoi d'Ould Abdel Aziz devant le tribunal correctionnel (tribunal de Nouakchott) pour corruption, blanchiment d'argent, enrichissement illicite et d'autres chefs d'accusation. Le dossier judiciaire estime à 90 millions de dollars américains les sommes détournées par Ould Abdel Aziz et son patrimoine, ainsi que celui de sa famille, est composé de 17 maisons, 468 terrains et plusieurs troupeaux.
Le procès s'ouvre le 25 janvier 2023. Les avocats de Mohamed Ould Abdel Aziz se retirent du procès pendant deux semaines en octobre 2023 car ils jugent que celui-ci n'est pas équitable après le refus de la cour d'entendre des témoins cités par la défense,. Le 24 octobre 2023, le procureur Ahmed Ould Moustapha requiert 20 ans de prison ferme avec confiscation des biens de Mohamed Ould Abdel Aziz. Le 4 décembre 2023, Ould Abdel Aziz est condamné pour enrichissement illicite et blanchiment d'argent à cinq ans de prison ferme, la confiscation de ses biens et la déchéance de ses droits civiques. Les avocats d'Ould Abdel Aziz dénoncent un verdict « politique »,.
En avril 2024, Mohamed Ould Abdel Aziz, toujours détenu, annonce sa candidature à l'élection présidentielle de 2024. Sa candidature est soutenue par un parti en cours de création, le Front pour le changement démocratique. La légalité de sa candidature est sujet à interprétation. Il n'obtient pas le nombre nécessaire de parrainages (soit, cent conseillers municipaux, dont cinq maires alors que seuls 8 maires ne seraient pas membres de la majorité présidentielle) pour que sa candidature soit validée,.
Le 25 février 2025, le procureur général requiert en appel, 20 ans de prison contre Mohamed Ould Abdel Aziz. Le 14 mai 2025, il est condamné en appel à quinze ans de prison. La confiscation de ses biens est confirmée ainsi que la déchéance de ses droits civiques.